# Filipinsko more
Filipinsko more je dio Tihog oceana između Filipina i Tajvana na zapadu, Japana na sjeveru, Marijanskih otoka na istoku, i otoka Palau na jugu. Dno Filipinskog mora čini Filipinski plato koja na zapadu prolazi ispod Euroazijskog platoa i formira Filipinske otoke.
Između dva platoa nalazi se Filipinska brazda koja ima maksimalnu dubinu od 10.540 metra. Na istoku pacifički plato prolazi ispod filipinskog, i između njih se nalazi Marijanska brazda s maksimalnom dubinom od 11.190 metra . U Drugom svjetskom ratu, od 19. do 20. lipnja 1944. u njemu se odigrala pomorska i zračna bitka između Japana i SAD-a.
More je vruće. Ljetne temperature znaju prijeći 30°C, a zimske ne padaju ispod 18°C.